# Gaston Chabal
Pour les articles homonymes, voir Chabal.
Gaston Chabal (né le 17 août 1882 à Brest - mort dans la même ville le 1er juillet 1965) est un architecte brestois. Il réalise de nombreux bâtiments à Brest, Morgat, et d'autres villes du Finistère.

## Biographie
Gaston Chabal est le fils d'Abel Chabal (1844 - 7 août 1912), architecte d'origine ardéchoise. Il est né le 17 août 1882.
Il fait ses études secondaires à Brest et Rennes puis entre à l’École nationale des arts décoratifs de Paris. Il travaille dans l’agence brestoise de son père à partir de 1907, avant de lui succéder en 1912. Il y travaille jusqu'à sa disparition, en 1965.
Il fut architecte ordinaire des Monuments historiques de l’arrondissement de Brest et de Châteaulin et fut une figure de la vie publique et artistique locale : membre fondateur du Rotary club de Brest en 1931, membre de la Commission administrative des Hospices de Brest etc..
Il est mort à Brest, encore en activité, le 1er juillet 1965.

## Morgat
Il contribue, avec son père Abel Chabal, à la création de la cité balnéaire de Morgat, sous l'impulsion d'Armand Peugeot. Il réalisa avec son père le grand hôtel de la mer. Il réalisa seul de nombreuses villas, par exemple Ker-Maria, le Clair-Logis ou Ar Maner bâtie en 1930, qui porte un nom breton et affiche une tourelle d'escalier et des portes jumelées à accolades.

## Reconstruction de Brest

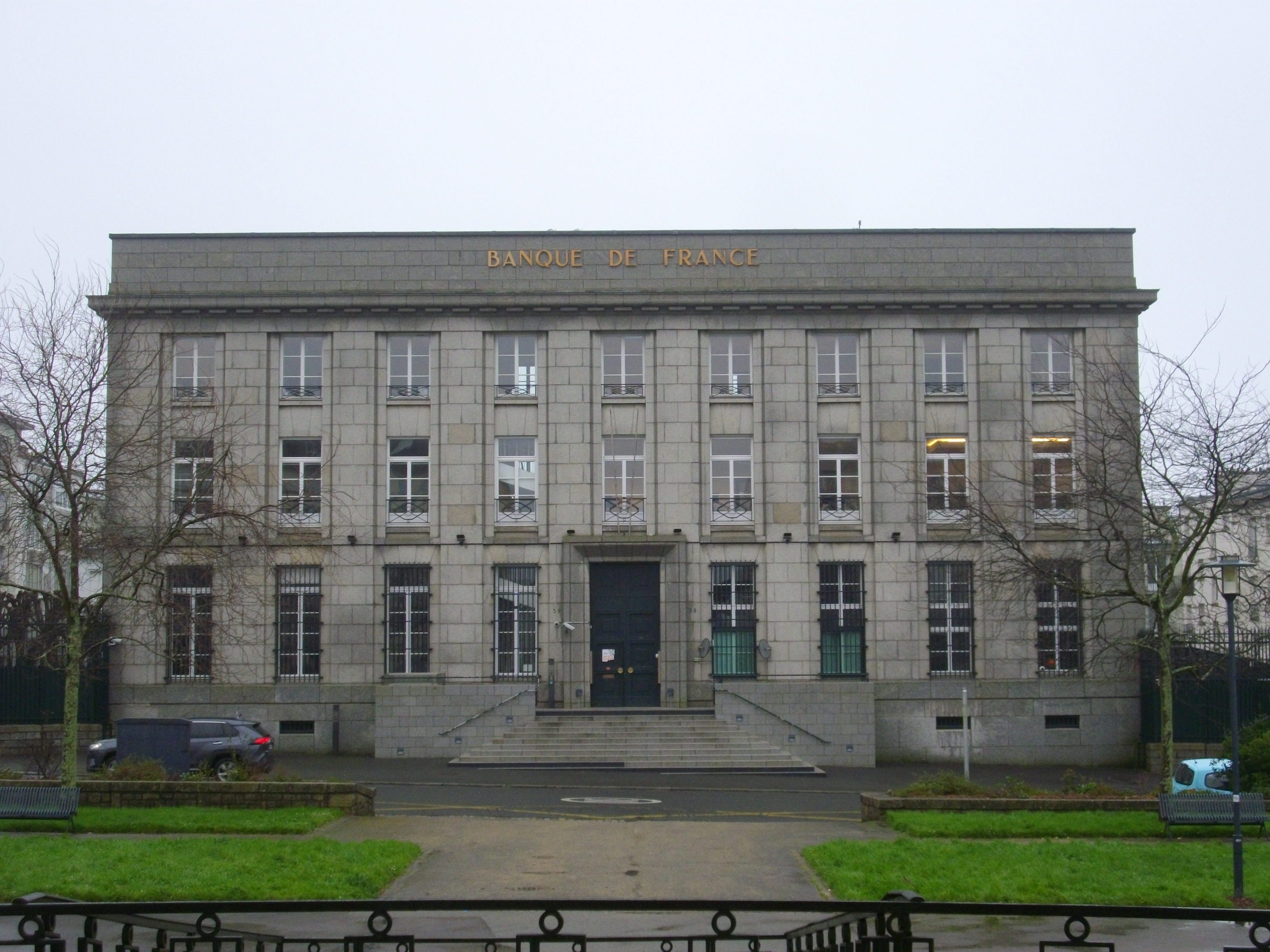
Banque de France à Brest.

Gaston Chabal a construit plusieurs bâtiments à Brest avant guerre, dont l'immeuble du Crédit Lyonnais.
Il participé à la reconstruction de Brest sous la houlette de Jean-Baptiste Mathon. Il est l'architecte en particulier du bâtiment de la Banque de France, avec Paul Tournon, l'immeuble 16 quai de la douane, l'immeuble de la Société Générale et la sous-préfecture.

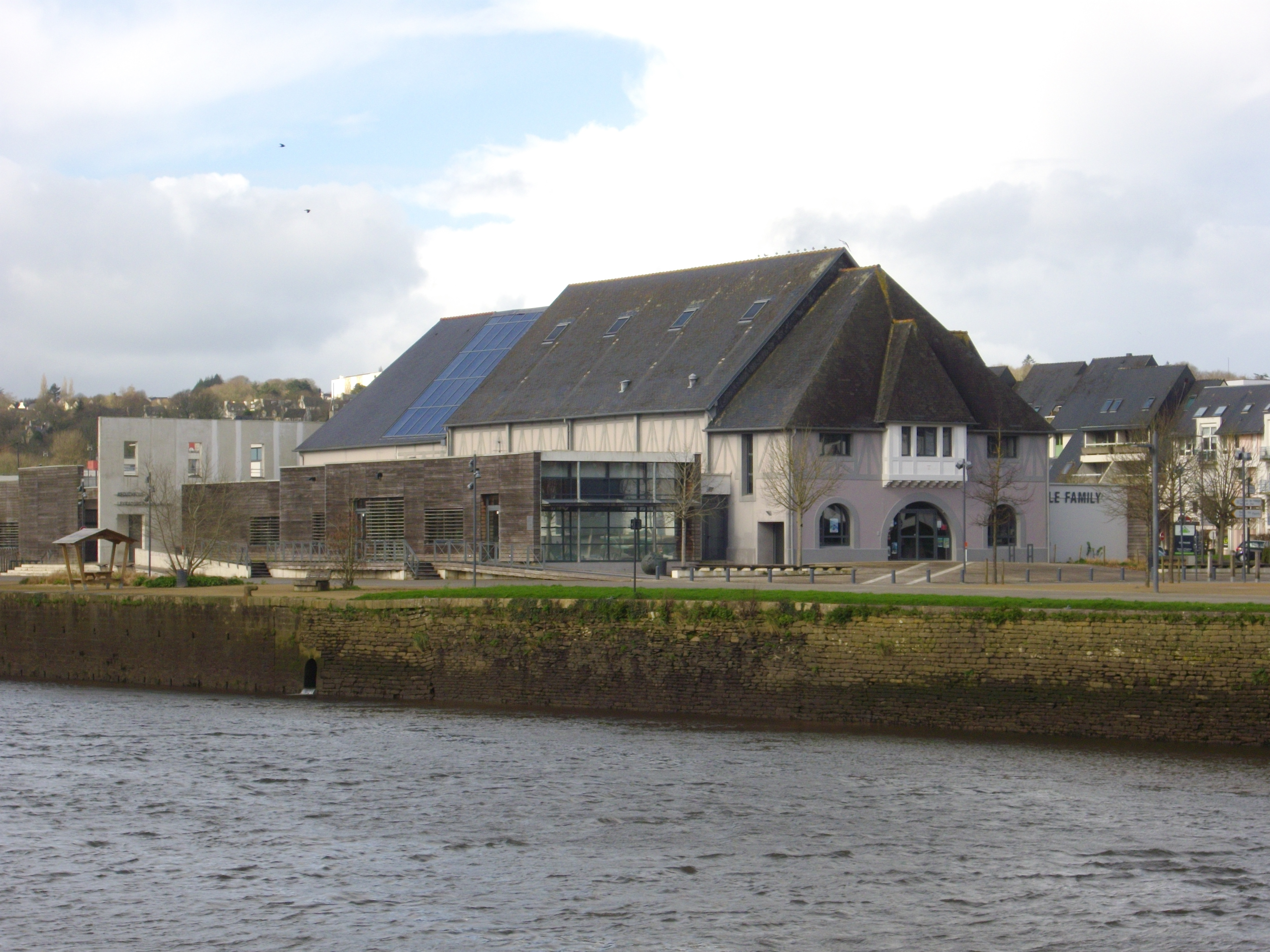
Le Family à Landerneau (après rénovation).

## Autres œuvres
Gaston Chabal a conçu le cinéma Family à Landerneau, inauguré en 1935 et aujourd'hui transformé en salle de spectacle.

## Hommages
Une rue de Brest, dans le quartier de Saint-Marc, porte son nom.

## Décorations
- Chevalier de la Légion d'honneur
- Officier d'académie
- Chevalier de l'ordre des Arts et des Lettres (1957)[12]